# Харьковская областная филармония
Ха́рьковская филармо́ния (укр. Харківська обласна філармонія) — филармония в Харькове, основанная в 1929 году и являющаяся старейшей концертной организацией Украины.
В разные годы здесь выступали с гастрольными концертами композиторы Антон Рубинштейн, Арам Хачатурян, Дмитрий Шостакович, Кшиштоф Пендерецкий, исполнители Генрих Нейгауз, Эмиль Гилельс, Мстислав Ростропович, Святослав Рихтер, Владимир Крайнев, Вахтанг Жордания, Михаил Плетнёв, Владимир Спиваков, Дмитрий Башкиров, Даниил Крамер, Сергей Стадлер, Джеймс Оливерио, Саяка Сёдзи, Эрнест Хётцль, Антон Сороков, Александр Гаврилюк и многие другие.

## История здания
- Старое здание Филармонии находилось на ул. Сумской, 10 и было взорвано в 1989 году, вследствие неудавшейся попытки его реконструкции.
- После этого Филармония была переведена в помещение бывшего оперного театра, который является памятником архитектуры. Здесь в 1896 году Альфред Федецкий провёл первый киносеанс на Украине, а в 1929 году в эфир вышла первая украинская радиостанция.
- В 1986 года в составе Филармонии открыт Дом органной и камерной музыки — в помещении Успенского собора.
- В 2009 году глава Харьковской областной государственной администрации А. Б. Аваков подписал решение о передаче Успенского Собора в ведение Харьковской епархии Украинской Православной Церкви, в котором размещён орган, принадлежащий филармонии. До 2010 года в Соборе параллельно по согласованному графику будут проходить концерты органной музыки и церковные службы[2]. В начале 2009 года был подписан контракт на строительство нового органа «Alexander Schuke» (4 мануала, 72 регистра)[3] в новом строящемся филармоническом комплексе[4], где с 2010 года должен будет разместиться Органный Зал Харьковской филармонии[5][6]. После открытия нового филармонического комплекса Успенский Собор полностью перейдет в ведение Епархии[2].

## Художественные руководители филармонии

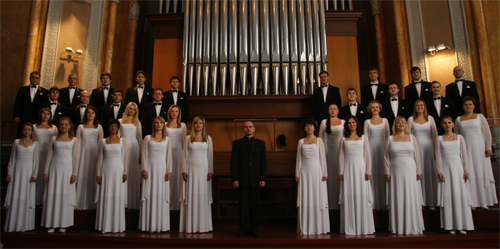
Хор Харьковской областной филармонии

| 1943—1949 | Тюменева, Галина Александровна |
| 1968—1973 | Калабухин, Анатолий Васильевич |
|           | Стецюн, Николай Григорьевич    |
|           | Долганова, Инга                |
|           | Янко, Юрий Владимирович        |

## Главные дирижёры
| 1929      | Розенштейн, Яков Абрамович      |
|           | Рахлин, Натан Григорьевич       |
| 1946—1957 | Гусман, Израиль Борисович       |
| 1959—1963 | Дущенко, Евгений Васильевич     |
| 1965      | 1965 Шпиллер, Иван Всеволодович |
|           | Шеметов, Павел Филиппович       |
| 1968—1973 | Калабухин, Анатолий Васильевич  |
| 1977—1983 | Жордания, Вахтанг Георгиевич    |
| 1984—1992 | Алексеев, Александр Васильевич  |
| С 2001    | Янко, Юрий Владимирович         |

## Творческие коллективы
- Академический симфонический оркестр
- Академический хор имени В. С. Палкина Харьковской областной филармонии
- Ансамбль народных инструментов «3+2».

## Академический симфонический оркестр
Концертмейстер коллектива — Народный артист Украины Игорь Шаповалов.
С 2001 года художественный руководитель и главный дирижёр оркестра — Заслуженный деятель искусств Украины Юрий Янко.

## Цитаты
Оркестр Харьковской филармонии считается одним из лучших оркестров СССР. Каждое выступление с оркестром приносит мне величайшее удовольствие— Эмиль Гилельс, 1948 год